# Galatasaray SK
Galatasaray Spor Kulübü (poznatiji kao Galatasaray SK ili samo Galatasaray) je turski sportski klub iz Istanbula, najpoznatiji po svojoj nogometnoj sekciji. Galatasaray je najtrofejniji turski klub, a nogometaši su 2000. godine osvojili Kup UEFA (danas Europsku ligu) i Europski superkup.

## Trofeji

### Europski naslovi
Kup UEFA:
- Prvak (1): 1999./00.

UEFA Superkup:
- Prvak (1): 2000.

FIFA Millenium Kup:
- Prvak (1): 2000. (Rekord)

## Igrači iz Hrvatske
- Robert Špehar
- Stjepan Tomas

## Vanjske poveznice
- (engl.) Službena stranica
- (engl.) Stranica kluba na UEFA.com